# Насър (язовир)
Вижте пояснителната страница за други значения на Насър.
Асуанският язовир е голямо изкуствено езеро на река Нил в Южен Египет и Северен Судан. Египтяните наричат своята част от езерото (по-голямата – 83%) езеро Насър (на арабски: бухайрат насир), а суданците наричат своята част езеро Нубия.
Египетското име на езерото е дадено в чест на египетския президент Гамал Абдел Насър, който е вдъхновител и главен организатор на проекта на Асуанския язовир.
Езерото е създадено в резултат от изграждането на Асуанската язовирна стена („Високата стена“) между 1892 и 1902 г. от британския инженер Уилям Уилкокс (William Willcocks). В периодите от 1907 до 1912 и от 1929 до 1939 г. се надграждат 54 m. Между 1958 и 1971 г. е изградена нова стена на 7 km южно от старата с помощта на инженери от СССР.
Езерото „Насър“ е с дължина 550 km, а в максималната си ширина от 35 km достига близо до Тропика на Рака. Простира се на площ 5250 km², а водният му капацитет е 157 km³.
Изграждането на езерото позволява на Египет да се справи с проблемите, които идват от ежегодните наводнения по долината на Нил. Наред с това то осигурява водните ресурси, необходими за култивиране на части от пустинята.
Същевременно изграждането на гигантския язовир води до екологични и демографски трудности, както и проблеми, свързани с опазването на културното наследство в региона. Множество ценни археологически обекти остават под водите на езерото. Най-важните са преместени, блок по блок, и разположени на нови терени. Най-известният обект, преместен по този начин, е храмът Абу Симбел, а освен него също храмът на Изида на остров Филе, храмът от Тафис.
Териториите, залети от водите на езерото „Насър“, са били населявани от нубийци. Всички те са били изселени съответно в Судан и Египет. До днес съществуват проблеми с интеграцията на това население. Изграждането на язовира води до екологични проблеми, с които например се свързва ерозирането на земи по делтата на Нил.